# Julij Rajzman
Julij Rajzman (russisk: Ю́лий Я́ковлевич Ра́йзман) (født 15. december 1903 i Moskva i det Russiske Kejserrige, død 11. december 1994 i Moskva i Sovjetunionen) var en sovjetisk filminstruktør og manuskriptforfatter.

## Filmografi
- Jorden er tørstig (Земля жаждет, 1930)[1][2]
- Piloter (Лётчики, 1935)
- I går aftes (Последняя ночь, 1936)
- Masjenka (Машенька, 1942)
- Moskvas himmel (Небо Москвы, 1944)
- Toget er på vej mod øst (Поезд идёт на восток, 1947)
- Ridder af den gyldne stjerne (Кавалер Золотой Звезды, 1950)
- Kommunisten (Коммунист, 1957)
- A esli eto ljubov? (А если это любовь?, 1961)
- Tvoj sovremennik (Твой современник, 1967)
- En mærkelig kvinde (Странная женщина, 1977)
- Tjastnaja zjizn (Частная жизнь, 1982)
- Vremja zjelanij (Время желаний, 1984)